# 田中伸幸
田中 伸幸（たなか のぶゆき、4月2日 - ）は、日本の男性声優。静岡県出身。

## 人物
以前はケッケコーポレーション、ぷろだくしょんバオバブに所属していた。
特技は野球、サッカー。趣味は映画鑑賞。
資格は普通自動車免許。

## 出演
太字はメインキャラクター。

### テレビアニメ
1997年
- さくらももこ劇場コジコジ（1997年 - 1999年、正月君、町の人）
- マスターモスキートン'99（部下）

1998年
- 頭文字D（吾郎）
- ジェネレイターガウル（赤ヤラセマン）
- 星方武侠アウトロースター（リオ 他）
- カードキャプターさくら

1999年
- 星方天使エンジェルリンクス（作業員、レーダー担当）
- ベターマン（彩真理緒）

2000年
- 女神候補生（フォース・ウォートリアム）

2001年
- ちっちゃな雪使いシュガー（町の人々）

2002年
- アクエリアンエイジ Sign for Evolution（上倉多響太）
- 朝霧の巫女（紅鬼）
- アソボット戦記五九（クチナ）
- 爆闘宣言ダイガンダー（バーバー）
- 炎の蜃気楼（西高生徒2、ガイコツ武者、生徒 他）

2003年
- R.O.D -THE TV-（若い刑事）
- おねがい☆ツインズ（男子生徒）

2004年
- 蒼穹のファフナー（メカニック）
- 美鳥の日々（生徒A 他）

2008年
- コードギアス 反逆のルルーシュR2（エドガー）
- 名探偵コナン（スタッフ）

### 劇場アニメ
- MARCO 母をたずねて三千里（1997年、トニオ・ロッシ）
- 劇場版カードキャプターさくら（1999年、ベルボーイ[3]）
- XEVIOUS（2002年、オペレーター）

### OVA
- 聖少女艦隊バージンフリート（1998年、子分、大使館員B、放送）
- ダイノゾーン（1998年、ドリルサウルス）
- てなもんやボイジャーズ（1999年、隊員A、地回りB）
- 怪童丸（2001年）
- 撲殺天使ドクロちゃん（2005年、ルードヴィッヒ、田辺、増田）

### ゲーム
- アランドラ2 魔進化の謎（1999年）

### ドラマCD
- 頭文字D 黒い稲妻・新たなる不敗伝説（1999年、ナイトキッズ）
- 低俗霊DAYDREAM 第一章「深小姫」（2001年、工員）
- 低俗霊DAYDREAM 第三章「口寄」（2002年、編集部員）
- ナデシコクラブ（2003年、杁中葉）

### 吹き替え
- チアーズ!（2002年、クォーターバック〈アシュレー・ホワード〉）